# Yüksel Dinçer
Yüksel Dinçer – turecki zapaśnik walczący w stylu wolnym. Brązowy medalista mistrzostw Europy w 1989 roku.